# Schmyt
Julian Paul von Dohnányi, mieux connu sous le nom de scène Schmyt, est un chanteur allemand de hip-hop, et musicien d'electro. En 2007, il devient le chanteur du groupe Rakede, jusqu'à ce que celui-ci se sépare en 2020 et qu'une collaboration, suivie un mois plus tard par le premier single Niemand, marque le début de sa carrière solo. Le premier album Universum regelt sorti en 2022. Schmyt signe un contrat d'exclusivité mondiale d'auteur avec Universal Music Publishing et participe à des concerts et enregistrements studio d'autres musiciens. 

## Biographie

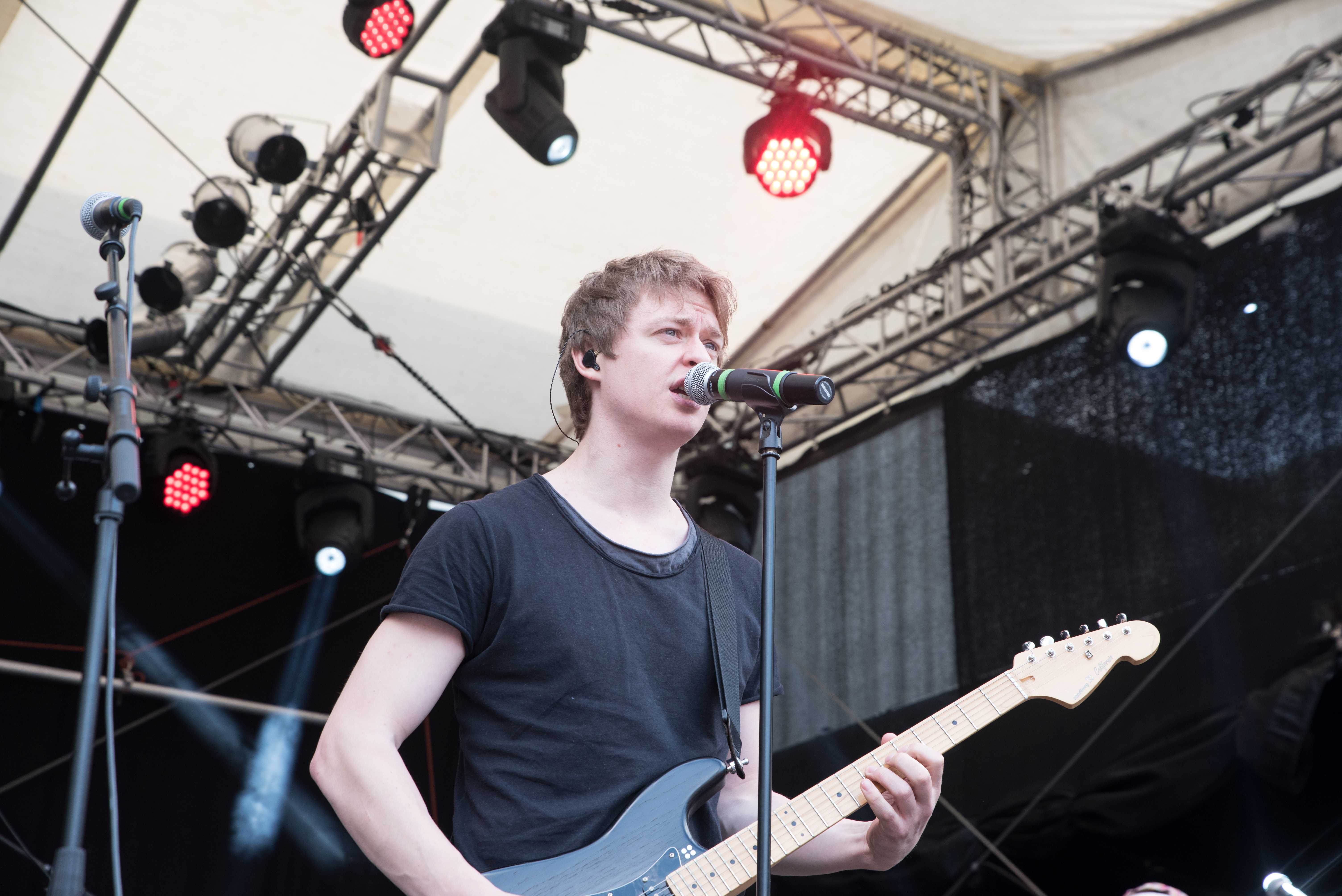
Julian Schmit avec Rakede, en 2016.

Schmit grandit à Viersen en écoutant de la musique classique,. Pendant son enfance, il apprend à jouer du violon, puis de la trompette et de la guitare. Il étudie le jazz et la pop à Arnhem, aux Pays-Bas. Pendant ses études, il  fait la connaissance des membres fondateurs du groupe hip-hop-electro Rakede et les rejoint en 2007 sous le nom de « Triebwerk 1 »,. Il participe ainsi déjà au premier single du groupe, Wo geht's ins All, sorti en 2008. Avec Rakede, il participe à un concert de fin d'études du conservatoire de musique. Le groupe obtient un petit succès en Autriche avec Jetzt gehst du weg. Il sort au total deux albums et trois EP avec Schmit, avec notamment des collaborations avec Seeed, Samy Deluxe et Tua, jusqu'à sa séparation en juin 2020.
Après ses études, il vit deux ans à Cologne. Selon le Kölner Stadt-Anzeiger, il déclare y avoir écrit des chansons avec son groupe et composé des jingles publicitaires. Plus tard, il relativise en déclarant sur World Wide Wohnzimmer n'en avoir chanté qu'un seul. Il vit également à Hambourg et à Berlin, et en 2020 encore, il est qualifié de Berlinois,.
En 2016, il accompagne le trompettiste de jazz Nils Wülker lors de sa tournée. La même année de la séparation de Rakede, Julian Schmit prend le pseudonyme de Schmyt et commence à se produire en solo. Les premières publications sous ce pseudonyme sont une collaboration avec le rappeur Yassin pour la bande-son du film Taubenleben de Paulina Czienskowski en février 2020 et Monoton, une collaboration avec Megaloh et Majan, en avril de la même année. En avril également, il sort son premier single, Niemand. Le deuxième single est Taximann ; comme le premier single, il est produit par Bazzazian, qui, selon Schmit, l'a remarqué grâce à une version démo de Taximann. Le single s'inspire fortement de Bad Religion de Frank Ocean.
En avril 2021, il sort l'EP Gift. Le premier single sorti est la chanson-titre, en collaboration avec RIN. La chanson atteint la 49e place des charts allemands. Le même mois, il signe un contrat d'exclusivité mondiale d'auteur avec Universal Music Publishing. Schmyt apparaît sur les chansons Athen et Douglas de l'album Kleinstadt de RIN, sorti en 2021. Il participe en outre à l'écriture des paroles de Insomnia. Toujours en 2021, il est nommé pour la 1 Live Krone dans la catégorie « meilleur nouvel artiste live ».
Dans le clip de Universum regelt, le premier album homonyme est annoncé, et sorti le 20 mai 2022. Dans le cadre de différentes fonctions, il participe notamment à des chansons de RIN, Till Lindemann, Max Giesinger, Haftbefehl, Tim Bendzko et Seeed,.

## Discographie partielle

### Albums studio
- 2022 : Universum regelt (Division Entertainment)

### EP
- 2021 : Gift (Division Entertainment)

### Singles
- 2020 : Niemand
- 2020 : Taximann
- 2021 : Gift (feat. RIN)
- 2021 : Leuchtreklame (Haftbefehl feat. Schmyt & Bausa)
- 2021 : Keiner von den Quarterbacks
- 2021 : Ich wünschte, du wärst verloren
- 2021 : Universum regelt (feat. Majan ; 18e des charts allemands)
- 2022 : Liebe verloren (20e des charts allemands)
- 2022 : Alles anders (weniger im Arsch) (feat. Cro)
- 2022 : Mach kaputt (feat. OG Keemo ; 1er des charts allemands[16])
- 2024 : Ich lieb dich kaputt (9e  des charts allemands[17])